# 石梁飞瀑
石梁飞瀑位于台州市天台县城东北14.5千米的石桥山中，发源于华顶的福溪，会合了大兴坑和金溪，流向石桥山。两涧在瞻风桥下形成瀑布群，三折穿梁而出，从高30多米的峭壁上直泻深潭，色如霜雪、势若雷霆。梁之上下，有宋明以来20多处摩崖石刻。石梁飞瀑附近有宋代大书法家米芾所题“第一奇观“石刻及清末维新派领袖康有为的“石梁飞瀑”题刻，石梁腹部有郡守刘璈题的“前度又来”。石梁飞瀑吸引了大量诗人，如唐代诗人白居易留下的“天台山上月明前，二十四尺瀑布泉”的诗句，清代进士魏源的《天台石梁雨后观瀑歌》等。